# Stała Misja Stolicy Apostolskiej przy Radzie Europy
Stała Misja Stolicy Apostolskiej przy Radzie Europy (fr. Mission Permanente du Saint Siège auprès du Conseil de l'Europe) – misja dyplomatyczna Stolicy Apostolskiej przy Radzie Europy. Siedziba stałego obserwatora mieści się w Strasburgu.
Od 2014 stały obserwator Stolicy Apostolskiej przy Radzie Europy jest również obserwatorem przy Międzynarodowej Komisji Stanu Cywilnego.

## Historia
Stolica Apostolska została obserwatorem przy Radzie Europy w 1970. W tym też roku papież Paweł VI powołał Stałą Misję Stolicy Apostolskiej przy Radzie Europy.
Stolica Apostolska nie jest, ani nigdy nie była członkiem Rady Europy.

## Stali obserwatorzy
- ks. Luigi Bressan (1983 – 1989) Włoch
- ks. Carlo Maria Viganò (1989 – 1992) Włoch
- ks. Celestino Migliore (1992 – 1995) Włoch
- ks. Michael Courtney (1992 – 2000) Irlandczyk
- ks. Paul Richard Gallagher (2000 – 2004) Anglik
- ks. Vito Rallo (2004 – 2007) Włoch
- ks. Aldo Giordano (2008 – 2013) Włoch
- ks. Paolo Rudelli (2014 – 2019) Włoch
- ks. Marco Ganci (od 2019) Włoch